# サヒール空軍基地
サヒール空軍基地（サヒールくうぐんきち、英: Sakhir Air Base）は、バーレーンの南部県アワーリーに位置するバーレーン空軍の基地である。2年に1度開催されるバーレーン国際航空ショーの会場にも使用されている。